# Beharren auf Überzeugungen
Beharren auf Überzeugungen, auch als konzeptioneller Konservatismus oder auch Faktenresistenz bezeichnet (englisch belief perseverance) bedeutet, konfrontiert mit neuen Informationen, die einer Überzeugung widersprechen, diese trotzdem zu bewahren. Die anfängliche Hypothese, auf der beharrt wird, wird als hartnäckige erste Hypothese bezeichnet.
Da Rationalität konzeptionelle Flexibilität mit sich bringt, ist Beharren auf Überzeugungen mit der Ansicht vereinbar, dass Menschen manchmal irrational handeln. Philosoph F. C. S. Schiller ist der Ansicht, dass das Beharren auf Überzeugungen es verdient, „zu den grundlegenden ‚Naturgesetzen‘ gezählt zu werden.“

## Empirische Belege aus der experimentellen Psychologie
Laut Lee Ross und Craig A. Anderson „sind Überzeugungen bemerkenswert widerstandsfähig im Angesicht empirischer Befunde, die logisch verheerend erscheinen.“ Die folgenden Experimente lassen sich mit Hilfe des Konzepts des Beharrens auf Überzeugungen verstehen oder neu interpretieren.
Die erste Studie zum Beharren auf Überzeugungen wurde von Festinger, Riecken und Schachter durchgeführt. Diese Psychologen verbrachten Zeit mit einem Kult, dessen Mitglieder davon überzeugt waren, dass die Welt am 21. Dezember 1954 enden würde. Nachdem die Vorhersage nicht eingetroffen war, klammerten sich die meisten Anhänger immer noch an ihren Glauben.
Bei der Frage nach einer Neubewertung von Wahrscheinlichkeitsschätzungen angesichts aktueller Informationen zeigten die Probanden eine deutliche Tendenz, neue Erkenntnisse nicht ausreichend zu berücksichtigen.
In einer anderen Studie erhielten mathematisch kompetente Jugendliche und Erwachsene sieben arithmetische Probleme und wurden zunächst nach ungefähren Antworten mittels Schätzung gefragt. Dann sollten sie mit Hilfe eines Taschenrechners die genauen Ergebnisse ermitteln, der allerdings so manipuliert war, dass er zunehmend fehlerhafte Resultate auswarf (z. B. 252 × 1,2 = 452,4 – obwohl das richtige Ergebnis tatsächlich 302,4 ist). Beim Reflektieren über ihre Fähigkeiten und Techniken beim Schätzen absolvierte etwa die Hälfte der Probanden alle sieben Aufgaben, ohne ihre Überzeugung anzuzweifeln, dass Taschenrechner unfehlbar seien.
Lee Ross und Craig A. Anderson führten einige Probanden zu der falschen Überzeugung, dass eine positive Korrelation zwischen der von einem Feuerwehrmann erklärten Präferenz für das Eingehen von Risiken und seiner beruflichen Leistung besteht. Anderen Probanden wurde gesagt, dass die Korrelation negativ sei. Die Probanden wurden anschließend im Rahmen einer Nachbesprechung ausführlich aufgeklärt und erhielten die Information, dass keinerlei Korrelation zwischen Risikobereitschaft und Leistung besteht. Die Autoren fanden heraus, dass Interviews im Anschluss an die Nachbesprechung auf ein erhebliches Maß an Beharren auf Überzeugungen aufzeigten.
In einer weiteren Studie verbrachten die Probanden etwa vier Stunden damit, die Anweisungen einer praktischen Anleitung zu befolgen. An einem bestimmten Punkt führte das Handbuch eine Formel ein, die sie zu der Annahme brachte, dass das Volumen von Kugeln um 50 % größer ist als in Wirklichkeit. Die Probanden erhielten dann tatsächliche Kugeln und wurden aufgefordert, ihr Volumen zu bestimmen. Zuerst verwendeten sie die Formel, um die Kugel dann später mit Wasser zu füllen, das Wasser in eine Kiste umzufüllen und mit deren Hilfe das Volumen des Wassers zu messen.
Im letzten Experiment dieser Serie waren alle 19 Probanden Inhaber von Doktortiteln naturwissenschaftlicher Fächer und als Forscher oder Professoren an zwei großen Universitäten beschäftigt. Auch sie führten den Abgleich zwischen den beiden Volumenmessungen ein zweites Mal mit einer größeren Kugel durch. Alle Probanden außer einem hielten trotz ihrer empirischen Beobachtungen an der falschen Formel fest:

„Zusammen genommen führen derartige Experimente zu einer überraschenden Schlussfolgerung: ‚Selbst wenn wir uns mit ideologisch neutralen Vorstellungen von Realität beschäftigen, neigen wir – obwohl diese Vorstellungen erst kürzlich erworben, aus unbekannten Quellen überliefert oder auch wenn sie aus falschen Gründen assimiliert wurden und ihre Ablehnung offenbar wenig Risiken oder Kosten mit sich bringt – zumindest über längere Zeit dazu, solche Vorstellungen auf verbaler Ebene nicht anzuzweifeln und sie in der Praxis nicht abzulegen, auch wenn ihnen spätere Ereignisse klar widersprechen.‘“